# Développement professionnel
Le développement professionnel est un concept polysémique. Certains chercheurs y réfèrent en parlant de formation continue, de perfectionnement, de croissance professionnelle, d’éducation tout au long de la vie, de professionnalisation, de développement de l’identité professionnelle,.
Selon Jorro et Pana-Martin, le «développement professionnel résulterait des processus conjoints d’accompagnement [...] et de reconnaissance professionnelle» (p. 2). Le développement professionnel suppose un double processus d’internalisation qui conduit à faire l’expérience d’une acculturation professionnelle, d’externalisation d’un savoir agir et interagir en contexte qui constitue une évolution au regard des actions antérieurement effectuées.
Les définitions répertoriées s’inscrivent principalement dans deux grandes catégories de conceptualisations de démarche,. La première réfère à une démarche plutôt linéaire impliquant des stades de développement. La seconde décrit l’apprentissage effectué de manière cyclique et modulé par le contexte et divers éléments qui vont influencer les initiatives de développement.
Dans la démarche linéaire d’apprentissage, les étapes sont fragmentées en fonction d’une durée. Le début de carrière est régulièrement identifié comme l’étape d’insertion professionnelle,,,. «Plusieurs définissent l’insertion professionnelle comme étant le premier processus d’intégration à un emploi» qui se situe dans les cinq premières années de pratique,,.

## La démarche linéaire de l'apprentissage
Lauzon, quant à elle, décrit l’insertion professionnelle comme la première étape, durant trois ans, d’une démarche linéaire continue de développement professionnel. Weva spécifie que cette démarche «débute dès la sélection [du personnel] et se termine lorsque l’adaptation nécessaire afin de fonctionner pleinement et efficacement [...] est réalisée» (p. 194). La deuxième étape de Lauzon renvoie à l’engagement dans la profession qui s’étale sur une période de 4 à 6 ans. Lors de la troisième étape, une nouvelle orientation de développement professionnel émerge puis, lors de la quatrième étape, deux thématiques principales se dessinent, soient le goût de nouveaux projets et un approfondissement de ses réflexions.
La démarche linéaire rejoint les travaux de Piaget qui considère que «l’apprentissage et le développement sont disjoints, le développement préexiste à l’apprentissage si bien que l’apprenant atteint des stades de développement selon une démarche progressive et linéaire» (p. 3). Cette conception est reprise par Boucher et Jenkins qui décrivent le développement professionnel comme le franchissement d’une succession de phases:
1. Phase d’appréhension caractérisée par un sentiment d’insécurité, voire d’inquiétude devant les changements à venir;
2. Phase d’expérimentation correspondant à l’exploration de nouvelles pratiques;
3. Phase d’appropriation par des ajustements nécessaires;
4. Phase de consolidation ouverte au questionnement sur la pertinence de l’activité.

## La démarche cyclique de l'apprentissage
La démarche cyclique de l’apprentissage prend en compte les situations professionnalisantes. Le développement professionnel est alors «dépendant des interactions avec autrui ou de la confrontation avec des situations [et peut] être déclenché dans des conditions professionnalisantes» (p. 3). Donnay et Charlier la décrivent comme une démarche dynamique et récurrente par laquelle «une personne développe ses compétences et ses attitudes» (p. 13). Bryk aborde la démarche de développement professionnel sous forme d’évaluations itératives permettant de guider le développement par le learning by doing. Cette démarche cyclique de l’apprentissage apporte «un éclairage sur les tensions vécues sur le plan professionnel et sur les positionnements renouvelés dans les différents contextes» (p. 111).  
Par exemple, au niveau du personnel enseignant débutant au collégial, Perez-Roux rapporte que les périodes de transition sont nombreuses et diversifiées dans la vie professionnelle, notamment en lien avec des facteurs de rupture et discontinuités. Ainsi, deux dimensions sont principalement décrites dans les parcours des enseignantes et enseignants débutant au collégial. Premièrement, il y a un point de rupture menant à une reconversion professionnelle, soit le passage de spécialiste disciplinaire à celui d’enseignante ou d’enseignant,,,,. Deuxièmement, les parcours vécus sont discontinus et se déroulent dans des cycles itératifs et sont modulés pour diverses raisons: instabilité de la tâche offerte, temps d’arrêt entre les contrats, événements de vie (maladie, naissance), choc de la réalité (chronophage, exigeant) face à l’idéalisation de l’emploi (vacances, horaire) ,,,,.

## Les affordances et l'engagement
Billett aborde également le développement professionnel de manière cyclique, en précisant qu’il s’effectue sous l’angle des modalités de participation au travail qui dépendent des affordances et de l’engagement.
Les affordances représentent la façon dont l’environnement professionnel s’y prend pour offrir la possibilité de participer à des activités et favoriser des interactions au sein du milieu,. Les affordances déterminent la nature et la qualité des apprentissages pouvant être construits dans et par le travail et sont dépendantes des interactions avec autrui (dynamique administrative, équipe d’appartenance, etc.). Le jugement individuel porté sur ses compétences professionnelles et la valorisation du milieu viennent également teinter la perception des opportunités d’apprentissage offertes, façonner la construction de la professionnalité et moduler l’engagement dans la profession.
Quant à l’engagement dans la profession, De Ketele  le définit comme un
ensemble dynamique des comportements qui, dans un contexte donné, manifestent l’attachement à la profession, les efforts consentis pour elle ainsi que le sentiment du devoir vis-à-vis d’elle et qui donnent sens à la vie professionnelle au point de marquer l’identité professionnelle et personnelle (p. 11).
Selon Billett (2009), l’agentivité personnelle constitue un élément essentiel de l’engagement et de la formation. «L’agentivité désigne la composante active et orientée de la pensée et du comportement d’un individu. [Elle] ne se réduit pas à l’expression des croyances; elle oriente les centres d’intérêt, l’intention et la direction de la cognition individuelle.» (p. 43-44). Ainsi, pour Billett, la considération de l'agentivité personnelle est primordiale car les apprentissages ne se réduisent pas à des processus de socialisation ou d’acculturation mais dépendent plutôt de l’interprétation et de la construction des connaissances que font les individus à partir de leur expérience. Cette conception de formation dans et par le travail met ainsi en relation les caractéristiques favorisant l’évolution des pratiques de travail (pratiques professionnelles) et l’évolution des individus au fil des périodes de transition vécues.

## La professionnalité émergente
La professionnalité émergente résulte de cette évolution des pratiques et des individus. La professionnalité émergente réfère à un état d’appropriation du métier dans une démarche cyclique d’apprentissage alors que, dans la démarche linéaire, cet état est décrit comme une étape franchie, soit celle de l’insertion professionnelle. Nous retenons que la professionnalité émergente désigne les processus de transformation dans le parcours professionnel d’une personne se révélant à travers des indices qu’il faut contextualiser et «qui témoignent d’une expertise en construction» (p. 15). Cette professionnalité émergente «constitue une manière de caractériser l’incorporation en cours de compétences et de gestes professionnels ainsi que les processus d’appropriation à l’œuvre qui annoncent une expertise à venir» (p. 9). Se situant entre le développement professionnel et la professionnalité, la professionnalité émergente «rend visible un espace de formation intermédiaire dans lequel coexistent des enjeux de changements sur les dimensions éthiques, identitaires, didactiques, socio-professionnelles» (p. 10).
Plusieurs auteurs identifient l’accès au développement pédagogique ainsi qu’à une certaine reconnaissance professionnelle comme des éléments pouvant favoriser l’émergence de la professionnalité,,.